# 南福爾克里克鎮區 (北卡羅萊納州亞德金縣)
南福爾克里克鎮區（英語：South Fall Creek Township）是位於美國北卡羅萊納州亞德金縣的一個鎮區。

## 地方資料
南福爾克里克鎮區的面積為61.70平方千米，當中陸地面積為61.64平方千米，而水域面積為0.06平方千米。根據2020年美國人口普查的數據，當地共有人口2275人，而人口密度為每平方千米36.87人。